# Arabinose-operon
Het arabinose-operon is een operon dat voor de regulatie van de afbraak van arabinose zorgt en voorkomt in onder andere de bacterie Escherichia coli.

## Opbouw
Het L-arabinose-operon van de modelbacterie Escherichia coli is al voor meer dan 40 jaar een onderzoeksonderwerp in de moleculaire biologie en is uitgebreid onderzocht op genetische, biochemische, fysiologische, en biofysische niveaus. 
Het wordt gestuurd door een dubbel positief en negatief systeem. 
Er zijn drie structurele genen: araB, araA, en araD. Ze coderen de metabolische enzymen voor het afbreken van de monosacharide-suiker arabinose in D-xylulose-5-fosfaat, dat vervolgens wordt gemetaboliseerd via de pentose fosfaat pathway. 
De 'initiator region', dat zowel een operatorsite als een promotersite bevat, wordt araI (laatste letter is de hoofdletter 'i') genoemd. Vlak bij deze site ligt het araC-gen, wat een activeringsproteïne codeert. Het AraC-proteïne bindt aan de 'initiator region' araI.

## Metabolisme van arabinose
| Substraat          | Proteïne(s) | Functie      | Reversibel | Product            |
| ------------------ | ----------- | ------------ | ---------- | ------------------ |
| L-arabinose        | AraA        | isomerase    | ja         | L-ribulose         |
| L-ribulose         | AraB        | ribulokinase | nee        | L-ribulose-fosfaat |
| L-ribulose-fosfaat | AraD        | epimerase    | ja         | D-xylulose-fosfaat |

## Activatie
Als arabinose aanwezig is, bouwt het een complex: araC + arabinose. 

Dit complex is nodig voor RNA-polymerase om aan de promotor te kunnen binden en het ara-operon te kunnen herschrijven. 
Bovendien is voor de activatie aan de binding van een andere araI-structuur CAP en cyclisch AMP nodig. De activatie hangt dus af van de aanwezigheid van arabinose en cAMP.

## Repressie
Als arabinose afwezig is, neemt het araC-proteïne een andere conformatie aan. In deze conformatie bindt het araC-proteïne ook aan araI en aan de 'ara0-regio. In dat geval vormt het DNA een lus. Dit voorkomt de herschrijving van het ara-operon.

## Volgorde van het operon
De volgorde van het operon is als volgt:

araC : araO : araI : araB : araA : araD